# Stadio Neo GSP
Il Pancyprian Gymnastic Association Stadium, noto anche come Stadio Neo GSP (in greco: Στάδιο Γυμναστικός Σύλλογος "Τα Παγκύπρια"), è uno stadio di calcio situato a Strovolos nel distretto di Nicosia, la capitale di Cipro. Ha una capienza di 22 859 posti e ospita le partite in casa di APOEL, Omonia e Olympiakos Nicosia.
Fu costruito nel 1998 e aperto l'anno seguente in sostituzione del vecchio Stadio GSP.

## Pubblico
| Stagione  | APOEL | Olympiakos      | Omonia |
| --------- | ----- | --------------- | ------ |
| 2010/11   | 9,418 | 1,587           | 7,799  |
| 2009/10   | 7,582 | 461 (2nd Div.)  | 9,070  |
| 2008/09   | 7,670 | Makario Stadium | 9,295  |
| 2007/08   | 7,239 | 1,692           | 5,967  |
| 2006/07   | 8,932 | 1,563           | 6,678  |
| 2005/06   | 7,460 | 1,703           | 8,557  |
| 2004/05   | 7,714 | 1,981           | 6,535  |
| 2003/04   | 8,387 | 1,911           | 11,003 |
| 2002/03   | 8,205 | 2,761           | 10,877 |
| 2001/02   | 7,604 | 1,959           | 7,825  |
| 2000/01   | 3,893 | 2,201           | 8,620  |
| 1999/2000 | 3,718 | 1,505           | 4,693  |